# Castle Dale
Castle Dale is een plaats (city) in de Amerikaanse staat Utah, en valt bestuurlijk gezien onder Emery County.

## Demografie
Bij de volkstelling in 2000 werd het aantal inwoners vastgesteld op 1657.
In 2006 is het aantal inwoners door het United States Census Bureau geschat op 1617, een daling van 40 (-2,4%).

## Geografie
Volgens het United States Census Bureau beslaat de plaats een oppervlakte van
4,8 km², geheel bestaande uit land. Castle Dale ligt op ongeveer 1730 m boven zeeniveau.

## Plaatsen in de nabije omgeving
De onderstaande figuur toont nabijgelegen plaatsen in een straal van 20 km rond Castle Dale.